# Samuel Johnson
Samuel Johnson, sau Dr Samuel Johnson, născut la 7 septembrie (sau la 18 septembrie stil nou) 1709 și decedat la 13 decembrie 1784, este unul din principalii autori ai literaturii engleze din secolul XVIII: poet, eseist, bibliograf; lexicograf și de asemenea unul dintre cei mai fini critici ai acestei literaturi.
A fost editor al operelor lui Shakespeare și al revistelor The Rambler și The Idler.
A fost ultimul mare reprezentant al clasicismului englez prin a cărui operă a dominat viața literară a Angliei acelei epoci.

## Viața și opera
Fiul unui librar sărac, Samuel Johnson s-a născut la Lichfield (Staffordshire), unde a studiat până la intrarea sa la colegiul 
din Pembroke, la Universitatea din Oxford unde a rămas doar 13 luni, fiind nevoit să-și întrerupă studiile datorită situației materiale.

### Scrieri
- 1738: Londra ("London")
- 1749: Zădărnicia dorințellor omenești ("The Vanity of Human Wishes")
- 1749: Irene
- 1755: Dicționarul limbii engleze ("Dictionary of the English Language")
- 1759: Rasselas
- 1779/1781: Viețile poeților ("The Lives of the Poets").